# Citroën ECO 2000
Der Citroën ECO 2000 war der Prototyp eines Niedrigenergiefahrzeugs des französischen Autoherstellers Citroën, der in den Jahren 1981 bis 1984 entwickelt wurde. 
ECO 2000 war ein zu 50 % vom französischen Staat getragenes Programm, welches das Ziel verfolgte, ein Auto zu bauen, das fähig sein sollte, einen Verbrauch von 2 l zu erreichen. Angestrebt war es, an leichten und ökonomischen Kleinwagen für das nächste Jahrtausend zu forschen. Eine Anzahl maßstabsgetreuer Modelle wurden angefertigt und im Windkanal getestet. Für das Fahrzeug wurde ein cw-Wert von 0,22 berechnet. 3 Prototypen (SA 103, SA 109 und SA 117) wurden konstruiert, die im Bau des SL 10, der definitiven Version mündeten.
Der SL 10 besaß eine hydropneumatische Federung mit einer elektrisch kontrollierten, geschwindigkeitsabhängigen Fahrhöhe. Er wog 450 kg und wurde von einem 3-Zylinder-Motor mit 0,75 l Hubraum angetrieben, der eine Leistung von 26 kW/35 PS bei 4750/min entwickelte.
Die Höchstgeschwindigkeit betrug 140 km/h. Der Gesamtverbrauch lag bei 3,5 l, und damit höher als das angestrebte Verbrauchsziel, doch konnte bei einer konstanten Geschwindigkeit von 90 km/h ein Verbrauch von 2,1 l erzielt werden.
Die bei dem Projekt gesammelten Erkenntnisse vor allem hinsichtlich der Realisierung eines geringen Fahrzeuggewichts bei größtmöglichem Innenraum und gleichzeitiger aufmerksamer Beachtung der Aerodynamik fanden u. a. bei der Entwicklung des Entwurfs für den aufkommenden Citroën AX Anwendung.